# Contea di Clinton (Pennsylvania)
La contea di Clinton (in inglese Clinton County) è una contea dello Stato della Pennsylvania, negli Stati Uniti. La popolazione al censimento del 2000 era di 37 914 abitanti. Il capoluogo di contea è Lock Haven.

## Geografia
La contea si trova nella parte centrale dello Stato. La contea è situata sull’Altopiano di Allegheny. La parte settentrionale è montuosa, boscosa e poco popolata. È drenata principalmente dal West Branch del Susquehanna, che serpeggia in una profonda valle attraversando il centro della contea, e dai torrenti Sinnemahoning, Kettle, Beech, Bald Eagle, Fishing e Pine. Nella parte meridionale, il territorio è collinare e coltivato. Le aree ricreative includono i monti Bald Eagle e Sugar Valley, cinque parchi statali e la Sproul State Forest. Le valli ospitano diverse comunità Amish.

### Contee confinanti
- Contea di Potter - nord
- Contea di Lycoming - est
- Contea di Union - sud-est
- Contea di Centre - sud
- Contea di Clearfield - sud-ovest
- Contea di Cameron - ovest

## Storia
La contea fu formata nel 1839 e deve il suo nome probabilmente al governatore DeWitt Clinton o al generale Henry Clinton.

## Centri abitati[7]
L'unica city  è Lock Haven, il capoluogo.

### Borough
- Avis
- Beech Creek
- Flemington
- Loganton
- Mill Hall
- Renovo
- South Renovo

### Township
| - Allison - Bald Eagle - Beech Creek - Castanea - Chapman - Colebrook - Crawford - Dunnstable - Gallagher - Greene | - Grugan - Lamar - Leidy - Logan - Noyes - Pine Creek - Porter - Wayne - West Keating - Woodward |